# Glucagón (medicación)
Este glucagón medicamento es sintético, producido en células de bacterias mediante tecnología de ADN recombinante. Es estructuralmente idéntico a la hormona humana secretada de forma natural por las células alfa de los islotes de Langerhans en el páncreas. Se emplea como medicamento principalmente para tratar el nivel bajo de azúcar en la sangre, otros usos incluyen la sobredosis de beta bloqueadores, la sobredosis de bloqueadores de los canales de calcio y los episodios de anafilaxia que no mejoran con epinefrina. Se administra mediante inyección en una vena, músculo o debajo de la piel. El glucagón se utiliza en el tratamiento de la hipoglucemia grave o persistente (nivel bajo de azúcar en la sangre). Ayuda a elevar los niveles de azúcar en la sangre en tales pacientes. Este medicamento también se utiliza en la realización de una investigación de estudio de bario. 
Los efectos secundarios comunes a su administración incluyen náuseas y vómitos, niveles bajos de potasio en sangre y presión arterial baja. No se recomienda en personas que tienen un feocromocitoma o insulinoma.
EMBARAZO: SEGURO SI SE PRESCRIBE - El glucagón es probablemente seguro de usar durante el embarazo. Sin embargo, hay estudios limitados en humanos. Por favor, consulte a su médico. 
LACTANDO: CONSULTE A SU MÉDICO - Seguridad desconocida. No se dispone de datos sobre estudios en humanos y animales. Por favor, consulte a su médico. 
ALCOHOL: INSEGURO - No es seguro consumir alcohol con glucagón. 
CONDUCIR: PRECAUCIÓN - Su capacidad para conducir puede verse afectada si su nivel de azúcar en la sangre es bajo o alto. Si esto sucede, no conduzca. 
ADVERTENCIA HEPATICA: SEGURO SI SE PRESCRIBE - El glucagón es probablemente seguro de usar en pacientes con enfermedad hepática. Por favor, consulte a su médico.
ADVERTENCIA RENAL: SEGURO SI SE PRESCRIBE - No es seguro consumir alcohol con glucagón
ADICCION: No se sabe que sea adictivo
El glucagón pertenece a la familia de las hormonas glucogenolíticas. Su mecanismo de acción se basa en que facilita que el hígado descomponga el glucógeno en glucosa.
ADVERTENCIAS Y CONSEJOS:
La inyección se administra debajo de la piel o en un músculo. 
Asegúrese de que tanto usted como los miembros de su familia sepan cómo usar glucagón en caso de que su nivel de azúcar en la sangre baje gravemente.
Puede tomar aproximadamente 10 minutos para tener un efecto. Llame a su médico de inmediato si los síntomas no mejoran dentro de los 10 minutos posteriores a la ingesta de la dosis.
Tome bocadillos con alto contenido de azúcar, como dulces y jugo de frutas, tan pronto como pueda tragar. 
Evite conducir y cualquier actividad que requiera concentración mental hasta que el nivel de azúcar en la sangre se normal.
Informe a su médico cada vez que use este medicamento, ya que es posible que sea necesario ajustar su dosis.
INTERACCION SERIA CON OTRAS DROGAS: 
Acenocumarol
Warfarina
Fenindiona

## Usos médicos
La principal indicación del glucagón es para los pacientes con diabetes tipo 1 dependientes de insulina, quienes por ello están expuestos a episodios de hipoglucemia.

El glucagón se administra mediante inyección, ya sea intramuscular, subcutánea o intravenosa. Para poder ser inyectada debe reconstituirse antes de usarla, la hormona es altamente inestable cuando se disuelve en una solución. En este estado fluido, el glucagón puede formar fibrillas o cadenas de proteínas estrechamente tejidas por los péptidos de glucagón individuales.

Existe una forma de glucagón en spray por vía nasal, para el tratamiento de emergencia de hipoglucemias severas. Esta formulación no necesita reconstitución y está pronta para su uso. Ha sido presentada tanto a la FDA norteamericana como a la EMEA europea, y se espera su comercialización para el 2019.

### Nivel bajo de azúcar en la sangre
El glucagón debe inyectarse tan pronto como sea posible, después de encontrar al paciente inconsciente por una baja en el nivel de azúcar en la sangre. Es parte de los primeros auxilios en casos de hipoglucemia cuando el paciente no puede tomar glucosa por vía oral o recibirla por vía intravenosa.

### Sobredosis de beta bloqueadores
La evidencia anecdótica sugiere un beneficio de dosis más altas de glucagón en el tratamiento de sobredosis de beta bloqueadores; El mecanismo de acción probable es el aumento de cAMP en el miocardio, que en efecto evita el sistema de segundo mensajero β adrenérgico.

### Anafilaxia
Algunas personas que tienen anafilaxis y se encuentran bajo beta bloqueadores son resistentes a la epinefrina. En esta situación, el glucagón por vía intravenosa puede ser útil para tratar su presión arterial baja.

### Bolo de comida impactado
El glucagón relaja el esfínter esofágico inferior y puede usarse en personas con un bolo de alimento impactado en el esófago ("síndrome del asador").  Hay poca evidencia de la efectividad del glucagón en esta condición, y el glucagón puede provocar náuseas y vómitos, pero considerando la seguridad del glucagón, esta todavía se considera una opción aceptable siempre que no conduzca a retrasos en el acceso a otros tratamientos.

### Colangiopancreatografía retrógrada endoscópica
El efecto del glucagón de aumentar el cAMP causa la relajación del músculo liso esplácnico, lo que permite la canulación del duodeno durante el procedimiento de colangiopancreatografía retrógrada endoscópica (CPRE).

## Efectos adversos
El glucagón actúa muy rápidamente y los posibles efectos secundarios comunes, incluyen dolor de cabeza y náuseas. 
Interacciones con otros medicamentos: el glucagón interactúa solo con anticoagulantes orales, lo que aumenta la tendencia a sangrar.

### Contraindicaciones
Si bien el glucagón se puede usar clínicamente para tratar diversas formas de hipoglucemia, está contraindicado en pacientes con feocromocitoma, ya que puede inducir al tumor a liberar catecolaminas, lo que lleva a una elevación repentina de la presión arterial. Del mismo modo, el glucagón está contraindicado en pacientes con insulinoma, ya que su efecto hiperglucémico puede inducir al tumor a liberar insulina, lo que lleva a una hipoglucemia de rebote.

## Mecanismo de acción

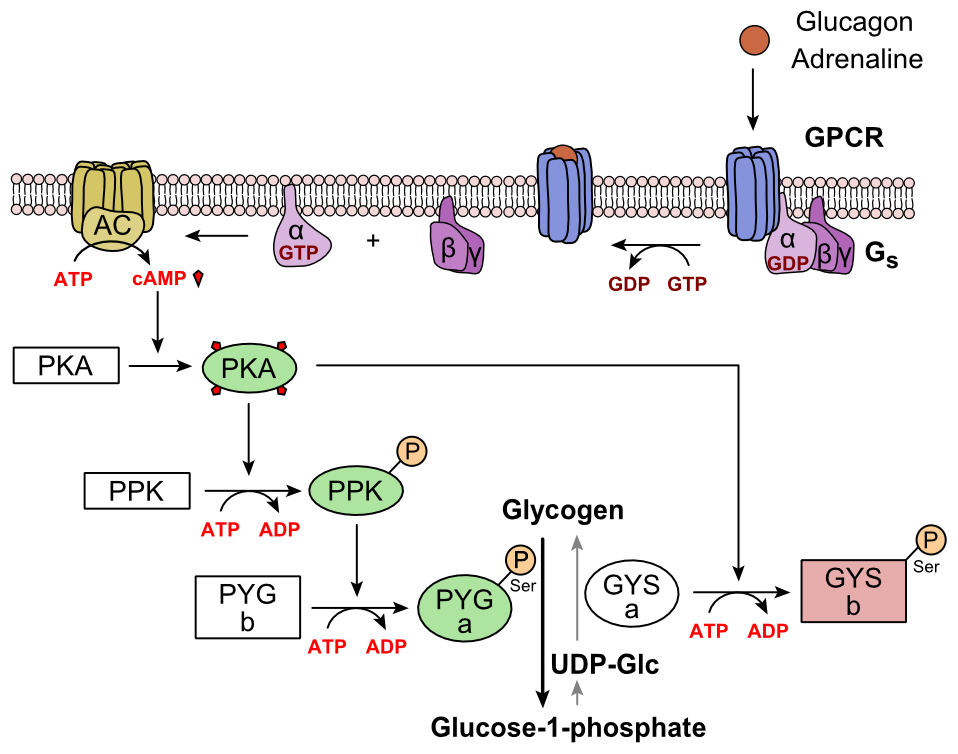
Regulación metabólica del glucógeno por glucagón.

El glucagón inyectado es retirado de la sangre por medio del hígado en 3-6 minutos.  En el hepatocito se une al receptor de glucagón, un receptor acoplado a proteína G, ubicado en la membrana plasmática. El cambio de conformación en el receptor activa a la proteína G. La proteína G experimenta un cambio conformacional que resulta en el reemplazo de la molécula de GDP con una molécula de GTP. Esta sustitución da como resultado la liberación de la subunidad α de las subunidades β y γ. La subunidad alfa activa específicamente a la siguiente enzima en la cascada, la adenilato ciclasa. 

La adenilato ciclasa fabrica monofosfato de adenosina cíclico (AMP cíclico o AMPc), que activa a la proteína quinasa A (proteína quinasa dependiente de AMPc). Esta enzima, a su vez, activa a la fosforilasa quinasa, que luego fosforila a la glucógeno fosforilasa b, convirtiéndola en la forma activa llamada fosforilasa a. La fosforilasa a es la enzima responsable de la liberación de glucosa-1-fosfato de los polímeros de glucógeno. 
Además, el control coordinado de la glucólisis y la gluconeogénesis en el hígado se ajusta por el estado de fosforilación de las enzimas que catalizan la formación de un potente activador de la glucólisis llamado fructosa-2,6-bisfosfato. La enzima proteína quinasa A que fue estimulada por la cascada iniciada por el glucagón también fosforilará un único residuo de serina de la cadena polipeptídica bifuncional que contiene ambas enzimas fructosa-2,6-bifosfatasa y fosfofructoquinasa-2. Esta fosforilación covalente iniciada por el glucagón activa al primero e inhibe al segundo. Esto regula la reacción que cataliza la fructosa-2,6-bifosfato (un potente activador de la fosfofructoquinasa-1, la enzima que es el principal paso regulador de la glucólisis) al disminuir la velocidad de su formación, inhibiendo así el flujo de la vía de la glicólisis y permitiendo que predomine la gluconeogénesis. Este proceso es reversible en ausencia de glucagón (y por lo tanto, en presencia de insulina). 
La estimulación con glucagón de PKA también desactiva a la enzima glicolítica piruvato quinasa.

## Disponibilidad y precio
En países del tercer mundo las drogas farmacéuticas de alto precio deben ser distribuidas gratuitamente por el gobierno. Esto sucede con los tratamientos para el VIH, la diabetes y la hepatitis en muchos países de América.

Países emergentes como India, Corea del sur y Brasil han debido impulsar una industria farmacéutica local de biosimilares, con el fin de reducir el impacto de los productos farmacéuticos importados sobre su economía. El péptido del glucagón fue incluido por Brasil en el grupo de medicamento de precio alto en 2008.

## Historia
La secuencia de aminoácidos del glucagón se describió a finales de los años cincuenta.
El glucagón fue aprobado para uso médico en los Estados Unidos en 1960. 

Se lo encuentra en la Lista de medicamentos esenciales de la OMS, los medicamentos más efectivos y seguros que se necesitan en un sistema de salud. 

El costo mayorista en un país en vías de desarrollo era en 2014 de 25,75 dólares por dosis. En el Reino Unido una dosis le costaba al NHS alrededor de 11,52 libras. En los Estados Unidos el costo mayorista de una dosis en 2016 era de 247,32 dólares.